# Casualties of War
Casualties of War hay Nạn nhân của Chiến tranh là bộ phim chiến tranh, chính kịch của Hoa Kỳ phát hành năm 1989 , được đạo diễn bởi Brian De Palma và biên kịch bởi David Rabe, với diễn viên chính là Michael J. Fox và Sean Penn. Bộ phim chủ yếu dựa theo bài viết cùng tên của Daniel Lang trên tạp chí The New Yorker năm 1969, bài viết sau này được tái bản thành sách.
Nội dung phim dựa trên sự kiện có thật xảy ra năm 1966 là Sự cố đồi 192 trong Chiến tranh Việt Nam, một phụ nữ người Việt Nam bị bắt cóc, hiếp dâm tập thể và giết chết bởi một nhóm lính Mĩ. Tên các nhân vật và một số chi tiết của sự kiện đã được thay đổi khi lên phim.

## Nội dung
Câu chuyện trong phim là sự tái hiện hồi ức của một cựu binh tham chiến tại Việt Nam, Max Eriksson.
Trong một trận đánh, đội của Eriksson bị Việt Cộng vây đánh và thương vong, cả đội rút về căn cứ và được bổ sung nhân lực. Bất mãn vì cả đội chưa được nghỉ phép trong thời gian dài, đội trưởng là Trung sĩ Tony Meserve ra lệnh cấp dưới đi bắt cóc một phụ nữ Việt Nam về. Nạn nhân của họ là cô gái trẻ Trần Thị Oanh. Trên đường hành quân Diaz xem xét lại việc cưỡng hiếp Oanh và muốn Eriksson giúp đỡ mình, nhóm lính đưa Oanh đến một căn lều hoang, Eriksson cản trở việc cưỡng hiếp nhưng Diaz lại bỏ mặc anh bị các đồng đội khác đe dọa. Meserve bắt Eriksson đứng canh bên ngoài trong khi những người còn lại thay phiên nhau cưỡng hiếp Oanh.
Một hôm Eriksson được lệnh canh phòng Oanh khi đồng đội còn lại theo dõi một nhà kho ven sông của Việt Cộng. Eriksson có ý định thả Oanh nhưng Meserve kịp cử Clark về dẫn Eriksson và Oanh đến chỗ cây cầu trước khi Eriksson kịp thực hiện kế hoạch của mình. Sau đó, Meserve lệnh cho Dìaz đâm chết Oanh, trước khi Dìaz kịp ra tay, Eriksson đã bắn chỉ thiên khiến Việt Cộng phát giác vị trí của đội. Trong khi hai bên đấu súng, Oanh đã cố gắng bỏ trốn dù bị Clark đâm nhiều lần. Eriksson giúp cô chạy chốn nhưng anh lại bị Meserve đánh gục và bất lực nhìn cô rơi xuống vực.
Sau trận đánh, Eriksson bị các lãnh đạo tìm cách đưa đi đơn vị khác và giấu diếm sự việc. Eriksson thoát chết khi Clark cố giết anh bằng lựu đạn, sau đó anh gặp một tuyên úy quân đội và kể hết cho người này. Tuyên úy báo cáo sự việc khiến một cuộc điều tra được thực thi. Bốn người đàn ông tham gia vào vụ cưỡng hiếp và giết người đã bị đưa ra tòa án quân sự: Meserve nhận 10 năm lao động khổ sai và bị giải ngũ một cách nhục nhã, Clark nhận án tù chung thân, còn Hatcher và Diaz lần lượt nhận 15 và 8 năm lao động khổ sai.
Kết thúc phim, trên một chuyến tàu tại Mĩ, Eriksson tình cờ gặp một nữ sinh gốc Việt giống hệt Oanh.

## Diễn viên
Bộ phim sử dung các danh tính do Lang tạo ra trong bài viết của ông, kể cả khi tên thật của các tên lĩnh được công khai từ trước.
- Michael J. Fox vai Binh nhất Max Eriksson (dựa theo Robert M. Storeby)[5]
- Sean Penn vai Trung sỹ Tony Meserve (dựa theo David Edward Gervase)[5]
- Don Patrick Harvey vai Hạ sĩ Thomas E. Clark
- John C. Reilly vai Binh nhất Herbert Hatcher
- John Leguizamo vai Binh nhất Antonio Dìaz
- Thuy Thu Le vai Tran Thi Oanh / Nữ sinh viên trên tàu
- Erik King vai "Brownie" Brown
- Jack Gwaltney vai Rowan
- Ving Rhames vai Trung úy Reilly

## Sản xuất

### Dựng phim
Bộ phim dựa trên Sự cố đồi 192 và bài báo "Casualties of War" của Daniel Lang trên trang New Yorker, phát hành tháng 10 năm 1969 và được xuất bản thành sách cùng tựa đề, một tháng sau đó. Bản quyền của bộ phim được mua bởi nhà sản xuất phim David Susskind, dự định bộ phim sẽ do Pete Hamill viết kịch bản và Jack Clayton đạo diễn. Nhưng bộ phim sau đó không được sản xuất. Trong thời gian này, Michael Verhoeven đã sản xuất một bộ phim dựa theo sự cố này với đậu đề "o.k.". Phim của Verhoeven được đưa đến Liên hoan phim quốc tế Berlin năm 1970 và gây ra nhiều ý kiến tranh cãi, dẫn đến việc liên hoan phim năm này đã bị hủy bỏ mà không có giải thưởng chính nào được trao.
Cuối những năm 1970, Susskind cho biết sẽ làm bộ phim này cho kênh ABC. Nhưng chuyện này đã không xảy ra.
Năm 1979, David Rabe đề cập dự án này tới Brian De Palma, người có hứng thú nhưng không có khả năng gọi vốn. Vài năm sau Rabe đã viết kịch bản còn De Palma chọn Michael J. Fox và Sean Penn làm diễn viên chính. Họ suýt  thành công nhận được tài trợ tại  Paramount Pictures, nhưng cuối cùng quyết định không thực hiện khi kinh phí sản xuất tăng từ 17 lên 20 triệu USD. De Palma sau đó quay sang sản xuất The Untouchables và thành công lớn; Dawn Steel đã thích dự án này khi còn ở Paramount, và khi bà trở thành lãnh đạo sản xuất tại Columbia Pictures, Casualties of War là bộ phim đầu tiên được bà "bật đèn xanh".
"Phim lịch sử về Chiến tranh Việt Nam từng rất có lãi", bà Steel nói. "Toàn bộ Platoon, Full Metal Jacket, Apocalypse Now, The Deer Hunter. Các bạn đang thấy những bộ phim không chỉ khá thành công mà là rất thành công. Những số liệu (doanh thu) nước ngoài thật phi thường."

### Quay phim
Bộ phim được quay trong tháng 4 và tháng 5 năm 1988, hầu hết cảnh quay tại Thái Lan, số ít được quay tại San Francisco. Cây cầu trong phim được quay tại Kanchanaburi, Thái Lan, cũng là nơi quay bộ phim Cầu trên sông Kwai.
Bộ phim là vai diễn lớn thứ ba trong sự nghiệp của Fox và là bộ phim đầu tiên của John C.Reilly và John Leguizamo.

## Phát hành
Casualties of War phát hành tại 1,487 rạp và xếp hạng 4 doanh thu cho tuần đầu tiên. Cuối cùng thu về 18.7 triệu USD.
Phiên bản chiếu rạp của phim được phát trên định dạng DVD vào năm 2001, gồm 113 phút thời lượng chính thức. Bản mở rộng dài 119 phút được phát hành qua DVD năm 2006, gồm hai cảnh đã bị cắt khỏi bản chiếu rạp. Một cảnh có Eriksson đang được thẩm vấn bởi hai điều tra viên, và một cảnh là luật sư bào chữa (Gregg Henry đóng) đang cố làm Eriksson mất uy tín trong phiên tòa.

## Đón nhận
De Palma đã mời Steven Spielberg đến buổi chiếu riêng của bộ phim và sau khi buổi chiếu kết thúc, Spielberg đã nói bà Dawn Steel, "Cô sẽ phải nghĩ đến nó suốt cả tuần." David Rabe tự rũ bỏ bản thân khỏi bộ phim, ông cho rằng De Palma đã không có niềm tin vào kịch bản mà ông viết. Nó cũng bị chỉ trích bởi các nhóm cựu chiến binh Việt Nam. Quentin Tarantino gọi nó là "Bộ phim hay nhất về Chiến tranh Việt Nam."

## Giải thưởng
Thắng giải
- Political Film Society năm 1990: PFS Award - hạng mục Hòa bình.

Đề cử
- Giải Quả cầu vàng năm 1990: Âm nhạc gốc xuất sắc thể loại điện ảnh: Ennio Morricone.
- Motion Picture Sound Editors năm 1990: Golden Reel Award: Biên tập và hiệu ứng âm thanh Maurice Schell 1990.